# Ranoidea caerulea
La raganella cerulea australiana (Ranoidea caerulea (White, 1790)), conosciuta anche come raganella verde australiana o raganella di White,è un anfibio della famiglia Pelodryadidae.

## Descrizione

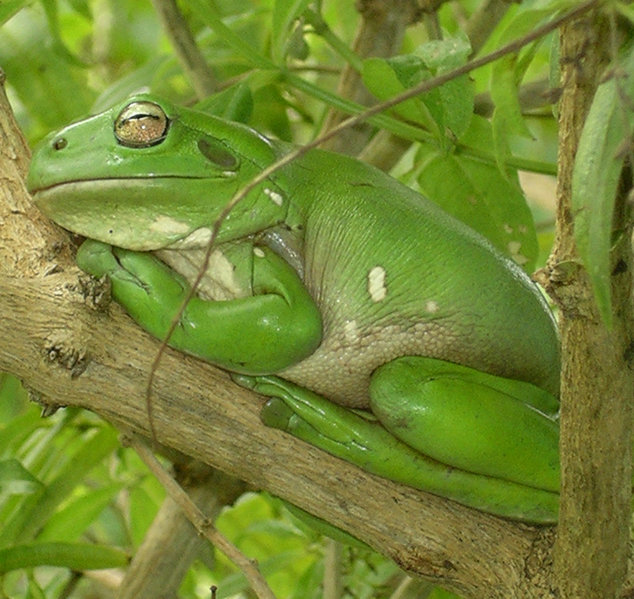
Ranoidea caerulea che dorme.

Rispetto agli altri componenti della famiglia Pelodryadidae, ha dimensioni maggiori (6–12 cm di lunghezza), con le femmine che sono in media più grandi dei maschi.
La colorazione del mantello dorsale va dal verde-bluastro al verde smeraldo fino ad diventare quasi completamente azzurra, occasionalmente con macchie bianche o dorate sui fianchi; in alcuni esemplari è presente una striscia bianca che va dall'angolo della bocca alla spalla. La superficie ventrale è invece color bianco crema ed è ricca di tessuto ghiandolare. I maschi hanno un sacco vocale grigio che si trova sotto la gola.
Come la maggior parte delle raganelle, possiede dischi adesivi sulle dita; le dita degli arti anteriori sono parzialmente palmate, quelle posteriori lo sono quasi completamente. Il secondo dito tende ad essere più lungo del primo.
L'occhio ha una pupilla orizzontale (mentre la gran parte degli ilidi cel'hanno verticale).
La pelle è ricoperta da una spessa cuticola che permette di trattenere l'umidità.

## Distribuzione e habitat
L. caerulea è diffusa in Australia (dall'Australia Occidentale, attraverso Territorio del Nord, Queensland, Nuovo Galles del Sud settentrionale e centrale, sino alla parte nord-orientale dell'Australia Meridionale), nonché in ristrette aree di Indonesia e Papua Nuova Guinea.
Si trova in diversi habitat forestali, in genere vicino a ruscelli e paludi, ma anche in boschi collinari, spesso lontano dall'acqua. Non è infrequente incontrarla anche in ambienti domestici quali cisterne e bagni.

## Biologia

### Alimentazione
La raganella cerulea è una cacciatrice notturna e si nutre principalmente di insetti e piccoli invertebrati.

### Riproduzione

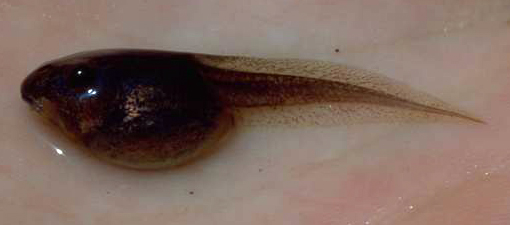
Girino

Il richiamo del maschio è simile al gracchiare di una cornacchia.
L'accoppiamento avviene da novembre a febbraio. La femmina depone sulla superficie dell'acqua da 200 a 2000 uova, che si schiudono in genere entro 24 ore. Lo sviluppo dei girini si completa in genere entro 6 settimane.
L'aspettativa di vita media di questa specie è di circa 16 anni.

## Come animale da compagnia
La raganella di White è una delle rane più popolari come animali da compagnia in tutto il mondo.

## Importanza per l'uomo
Questa rana è importante in campo medico: la sua pelle produce diversi utili composti antibatterici e antivirali e una sostanza, la ceruleina, che è stata impiegata per il trattamento dell'ipertensione.